# Positiv (Album)
Positiv ist das erste Musikalbum von Rockhaus nach ihrem Comeback. Es entstand zum 30. Jubiläum der Band. Am 2. Oktober 2009 erfolgte die Veröffentlichung des Albums.

## Entstehungsgeschichte
In einem Interview mit deutsche-mugge.de erklärt Mike Kilian das die Idee für die Reunion in einem Gespräch mit Tobias Künzel von den Prinzen zustande kam. Die Prinzen suchten eine Supportband für ihre Freiberger Prinzen-Tour, die 2005 stattfinden sollte. Künzel, der zusammen mit Kilian bei Final Stap spielt, wollte Rockhaus gern als Vorband haben. Daraufhin schrieb Kilian die anderen Rockhaus-Mitglieder an und alle waren sofort davon begeistert. Die einstigen Streitereien waren vergessen, jeder hatte seine eigene Karriere vorangetrieben und war dabei reifer geworden.

„Zuletzt kam vor einem knappen Jahr ein Anruf von ‚Reini‘, über den ich sehr erstaunt war. Er fragte: ‚Du hör mal, wollen wir nicht 'ne neue Platte machen? Wir haben 30. Jubiläum und es wäre doch schön, wenn wir mit neuen Songs in die Zukunft gucken.‘ Da war ich erstmal baff und habe geantwortet: ‚Warum nicht?‘. Dann hat man sich getroffen, und bis man das alles so hinbekommen hat, mit Studio und Songschreiben, dauerte es etwas. Aber es hat zum Ergebnis, dass wir jetzt unser neues Album fast fertig haben.“

Kilian erklärte in dem Interview auch, warum sie nur im Osten der Republik spielen. Bisher hatten sie nur zwei kurze Tourneen in den alten Bundesländern. Sie arbeiteten mit Teldec zusammen, diese wurden 1990 in EastWest eingegliedert und zahlreiche Künstlerverträge wurden gekündigt. Eine Finanzierung der Konzerte war somit nicht mehr geklärt, da sie den Westanschluss mit der Kündigung verloren hatten. Damit reihte sich Rockhaus in die Reihe der in der DDR erfolgreichsten Bands ein, die nach der Wiedervereinigung kaum beachtet wurden. Dies wird auch in den Texten der Band verarbeitet.

„Hast geglaubt das Glück kann man kaufen / hast geglaubt alles würde weiter so laufen / bis in alle Ewigkeit / hast es tatsächlich geglaubt, / arme Sau.“

Das Songwriting vollzog sich in mehreren Schritten. Im Normalfall wurde einzeln an den Stücken gearbeitet, das heißt jeder arbeitete zunächst Ideen aus, die er den anderen zur Verfügung stellte. Danach fand ein Treffen der Band mit den vorbereiteten Demos statt, die Sänger Mike Kilian um Gesang und/oder Texte ergänzt hatte. Ein weiteres Treffen im Metromusikstudio bei Carsten beathoven Mohren diente der Ausarbeitung der Stücke, dem sich die endgültige Aufnahme anschloss. Die einzelnen Lieder wurden nicht gemeinschaftlich aufgenommen, sondern umeinander. Bei der Abmischung dagegen waren wieder alle Mitglieder anwesend.

## Covergestaltung
Das Cover zeigt die Band in weißen Hemden und schwarzen Hosen vor einem verdunkelten Himmel mit einem darüber fliegenden Flugzeug. In der rechten oberen Ecke ist das Bandlogo abgebildet, ein stilisiertes „R“.

## Musikstil und Texte
Das Album wurde von Ingo Politz und Bernd Wendlandt abgemischt, die bereits mit Silbermond und Bell, Book & Candle sehr erfolgreich waren. Musikalisch setzten Rockhaus auf ihren rockigen Stil vor der Auflösung fort, der jedoch nach eigenen Aussagen „moderner“ klinge. Zudem wurden einige Balladen aufgenommen. Erstmals bringt auch Schlagzeuger Michael Haberstroh mit Ganz hinten einen Titel in das Album ein:

„Hey Leute hier ist die Geschichte von mir / der hinten sitzt und trommelt wie ein Tier / ich geb euch den Groove / zeig euch wo’s langgeht und manchmal zuviel / Ich sitz hinten doch ihr ignoriert mich / denn ich bin nur das Trommeltier / doch ich weiß genau / ihr versteht mich / denn manchmal bin ich zu durchschauen. /
........... /
Ich bin Heinzi und sitze ganz hinten“

Rockhaus setzt sich in ihren Texten auch mit dem Weltfrieden auseinander:

„Krieg löst Probleme / hält die Maschinen auf Trab / Krieg hat menschliche Gene / ist wie Fressen umsonst / wir kriegen den Hunger nicht satt / und fallen wie die Lemminge völlig vernebelt / ins eigene Grab. / .... / unsere Welt ist so simpel und naiv.“

In ihren Texten setzen sie sich auch mit dem Konsumverhalten im Kapitalismus auseinander:

„Nimm dir `nen reichen alten Mann / einer der dir noch was bieten kann / dann setzt ihm ein paar Kinder ins Nest / mach für mich `ne Stelle als Gärtner fest / wirst sehen wie`s sich so viel besser leben lässt.“

## Rezeption
Der Journalist Christian Reder beschreibt die Band wie folgt:

„Die Gruppe hat mit Mike Kilian einen der besten Sänger unseres Landes in ihren Reihen, hinter dem sich die vielen dünnen Stimmchen aus der Casting-Welt und aus der künstlich hochgezüchteter Plastikbands nur verstecken können.“

Artikel bei „Ostrock News“ zum Tourbeginn zu „Positiv“.

„20 Jahre nach ihrem wohl bekanntesten Werk I.L.D. sind Rockhaus zurück im Geschäft. Und sie wirken dabei so kraftvoll, wie man es sich erhoffen durfte. Natürlich ist alles auf die markante Stimme von Mike Kilian ausgerichtet, der bis auf einen Song alle mit seinem Gesang veredelt. Das Songwriting hingegen lagerte auf verschiedenen Schultern. “Jeder darf mal” mag das Motto gewesen sein, an der Homogenität von Positiv ändert dies aber nicht. Rockhaus sind sich treu geblieben und liefern weiterhin solide – was auch sonst? – Rockklänge.“

## Titelliste
1. Mehr als nur ein Kuss – 3:44
(Musik: Leslie Beathoven, Text: Kilian/Petereit)
2. In deinen Augen – 3:27
(Musik: Petereit, Text: Kilian/Petereit)
3. Mit jeder Träne – 3:33
(Musik: Politz / Wendlandt, Text: Repke)
4. Hypo – 4:00
(Musik: beathoven, Text: Kilian)
5. Früher oder später – 2:34
(Musik: Kilian, Text: Kilian/Petereit)
6. Seelenverwandte – 3:26
(Musik: Kilian, Text: Kilian)
7. Kopflos – 4:30
(Musik: Kilian, Text: Kilian/Petereit)
8. Sommer – 3:48
(Musik: beathoven, Text: Kilian)
9. Besser leben – 4:03
(Musik: Kilian, Text: Kilian)
10. Krieg – 4:29
(Musik: Kilian, Text: Kilian)
11. Wo warst du – 3:39
(Musik: Petereit, Text: Kilian)
12. Immer hinten – 3:19
(Musik/Text: HeinzAngel), Sänger: Michael HeinzAngel Haberstroh